# NGC 3929
NGC 3929 је елиптична галаксија у сазвежђу Лав која се налази на NGC листи објеката дубоког неба.
Деклинација објекта је + 21° 0' 12" а ректасцензија 11h 51m 42,5s. Привидна величина (магнитуда) објекта NGC 3929 износи 13,9 а фотографска магнитуда 14,9. NGC 3929 је још познат и под ознакама UGC 6832, MCG 4-28-76, CGCG 127-80, NPM1G +21.0315, PGC 37126.